# Erkanbert von Minden
Erkanbert (* im Gollachgau bei Würzburg; † 7. Juni 830 in Minden; auch: Ercumbert, Herkumbert, Herumbert) war der erste Bischof von Minden von 803 bis 813.

## Bedeutung des Namens
Der Name Erkanbert kommt aus dem Althochdeutschen und bedeutet „der im Heer und in der Sippe Glänzende“.

## Herkunftsfamilie
Eine Quelle berichtet, dass im Gollachgau drei Schwestern von Bischof Erkanbert gelebt haben. Laut Bosl (Franken um 800) gehören Bischof Erkanbert und seine Geschwister – Abt Baugulf von Fulda (Abt von 780 bis 802), Graf Wilant, Burcswint, Mahtswind und die Gräfin Reginswind mit ihrem Sohn Graf Perahtold – zu einem großen -peraht bzw. -bert Familienverband, der im Saalgau seinen Schwerpunkt hatte. Bosl verweist auch auf die engen Beziehungen zwischen den Mattonen (Megingaud, Bischof von Würzburg und dann Abt des Klosters Neustadt am Main, war ein Mattone. Ebenso Fastrada, die vierte Frau von Karl dem Großen) und den -perahten.

## Sein Wirken als Bischof
Für den Missionsbezirk zwischen Oberweser und Leine wurde um 790 der Fuldaer Mönch Erkanbert zum Bischof ernannt. Zentrum seiner Missionstätigkeit bildete zunächst das Romanuskloster in Hameln.
Um 800 gründete Karl der Große in Minden ein Bistum, welches dem Kölner Metropolitanverband zugeschlagen wurde; die Diözese umfasst den Raum zwischen Osnabrück und Hannover in west-östlicher und zwischen Verden an der Aller und Holzminden an der Weser in nord-südlicher Richtung.
Im Jahr 803 wird Erkanbert als der erste Mindener Bischof namentlich genannt. Um diese Zeit entsteht an der Stelle des heutigen Mindener Domes die erste Kathedralkirche; der Hauptaltar dieser und aller folgenden Domkirchen wird über einem vorchristlichen Brunnenheiligtum errichtet, an welches der alte Name der Stadt Minden – Mimthum, Minithum in einer urkundlichen Nachricht aus dem Jahre 798 – erinnert.
Erkanbert wird als Heiliger verehrt. Sein Gedenktag ist sein Todestag, der 7. Juni.